# Оболенское (Жуковский район)
Оболе́нское — село в Жуковском районе Калужской области. Расположено недалеко от села Высокиничи на правом берегу реки Протва, в 20 км от её впадения в реку Ока. На этом месте находился древний город Оболенск.

## История

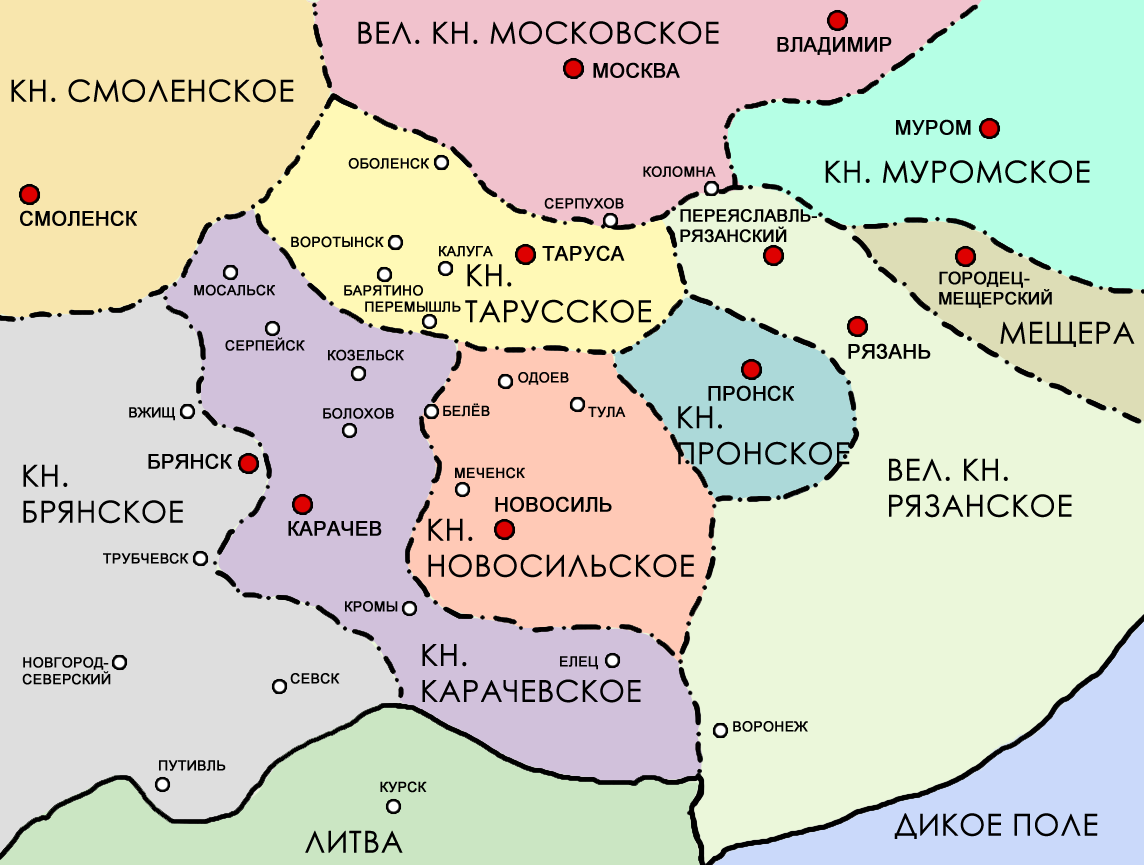
Город Оболенск в составе Тарусского княжества в XIII—XIV веках

В XII—XVI веках на месте нынешнего села стоял город-крепость Оболенск — вотчина князей Оболенских, происходивших от сына святого князя Михаила Черниговского, замученного в Орде в 1246 году.
Город Оболенск известен с 1368 года и являлся одним из значительных городов Московского княжества.
Был уделом особой линии тарусских князей. В правление великого князя Дмитрия Ивановича литовцы Ольгерда, одного из сыновей Гедимина, во время похода на Москву в 1368 году взяли Оболенск и умертвили оболенского князя Константина Юрьевича.
Упомянут в «Списке русских городов дальних и ближних» конца XIV века.
В 1563 году Оболенск проездом по городам и своим дворцовым сёлам посетил царь и великий князь Всея Руси Иван Васильевич Грозный.
В 1654 году, с началом Русско-польской войны 1654—1667 годов, калужские земли, как почти всё Русское царство, были охвачены «моровым поветрием». Свирепствовавшая пять месяцев бубонная чума опустошила окрестные земли, уничтожив местами до двух третей населения.
В 1776 году во время губернской реформы Екатерины II Оболенский уезд был упразднен, его территория распределена между Тарусским и Малоярославецким уездами.
С древних времен в Оболенском было два деревянных (позднее кирпичных) храма: в честь Успения Пресвятой Богородицы (разрушен) и в честь святителя Николая Чудотворца. Старожилы помнят также часовню (разрушена) недалеко от Успенской церкви.

## Достопримечательности
Государственной комиссией были выявлены следующие объекты культурного наследия, расположенные на территории Жуковского района:
- Никольская церковь (1866 г.) — с. Оболенское (решение малого совета Калужского областного Совета народных депутатов от 22.05.1992 г. № 76)
- Парк-усадьба Зуевых (2-я пол. 19 в.) — с. Оболенское (по материалам инвентаризации, проведенной в соответствии с приказом МК РФСФСР от 08.07.1991 г. № 224)
- Селище (14-17вв.) — с. Оболенское, северо-восточная окраина села, к югу от городища (Археологическая карта России. Архив Института археологии РАН: № 12060, л. 8,9)
- Городище (1 пол. 1 тыс. н. э., 13-14 вв.) — с. Оболенское, в 0,2 км к северо-западу от села, пр. берег р. Протвы (решение малого совета Калужского областного Совета народных депутатов от 22.05.1992 г. № 76)
- Курган — д. Оболенское, к северу от церкви, в 40 м от городища (решение малого совета Калужского областного Совета народных депутатов от 22.05.1992 г. № 76)

### Церковь Николая Чудотворца
Сохранившаяся Никольская церковь была построена в 1866 году усердием священника Троицкого. Бесстолпная двухсветная одноглавая церковь с небольшой трапезной и колокольней была выстроена в Русском стиле. В церкви устроено три престола: центральный — освящен в честь святителя Николая, южный — святого пророка Илии, северный — святого великомученика Георгия Победоносца.
Церковь была закрыта, но не разграблена в 1939 году. Одним из последних священников, служившем в с. Оболенском, был священник Николай Азбукин. В 1930 году он был арестован и приговорен к трем годам ссылки в Казахстан. По воспоминаниям старожилов, во время немецкой оккупации церковь была открыта, затем снова закрыта и разорёна. Внутри расположили мельницу, приводившуюся в движение двухтонным дизельным агрегатом, смонтированном в главном алтаре. Затем здание забросили. Была разобрана колокольня и белокаменные полы, крыша отсутствовала, своды обросли березами, не было ни окон, ни дверей, поврежден фундамент. В 1989 года в Калужскую епархию обратились Хорихина Татьяна Николаевна, Родина Мария Николаевна и Ильина Екатерина Михайловна с ходатайством об открытии церкви.
В марте 1990 году церковь была передана Калужской епархии. 25 июля 1990 году под председательством благочинного протоиерея Трофима Орлова прошло собрание верующих, на котором был образован приход. Первое богослужение 12 августа 1990 года совершил первый настоятель церкви игумен Донат (Петенков). С 30 декабря 1991 года настоятелем назначен священник Владимир Коженков, усердием которого, церковь почти восстановлена. В 1998 году была построена заново колокольня высотой 24 метра. В 2008—2009 годах устроены новые иконостасы. В ста метрах от церкви над святым источником возведена каменная часовня в честь святителя Николая.
В настоящее время завершаются восстановительные и строительные работы. Они осуществляются на пожертвования прихожан и благотворителей при участии Высокинического сельсовета и колхоза имени маршала Жукова. Приход окормляет Высокиничскую больницу. Престольные праздники: 6/19 декабря и 9/22 мая — память святителя Николая; 20 июля/2 августа — память Илии Пророка, 23 апреля/6 мая — память великомученика Георгия Победоносца

### Церковь Успения Пресвятой Богородицы
Церковь Успения Пресвятой Богородицы находилась в 300 метрах от Никольской церкви. Она была построена в камне в 1729 году. В 1895 году к нему была пристроена трапезная. В церкви было пять престолов: главный в честь Успения Пресвятой Богородицы и четыре в приделах, расположенных в ряд: в честь Рождества Христова, Благовещения Пресвятой Богородицы, святителя Николая и благоверного князя Александра Невского.
Церковь закрыли в 1939 году. После войны она была разграблена и разрушена под предлогом строительства из церковного кирпича электростанции на Протве. Электростанцию так и не построили. Находящуюся поблизости часовню обустроили под кузню, но она сгорела.
Современная небольшая церковь Успения была построена в 1998 году на месте прежней усердием священника Владимира Коженкова. Рядом с ней строится каменный двухэтажный дом, где планируется разместить богадельню. Престольный праздник: 15/28 августа — Успение Пресвятой Богородицы

### Городище летописного города
Городище летописного города Оболенска (XII—XVI вв.)